# 키쿠치 아미
키쿠치 아미(일본어: 菊地 亜美, 1990년 9월 5일 ~ )는 일본의 가수이다. 그룹 아이돌링의 멤버이다.
일본 홋카이도 기타미시 출신이다.